# هجمات العراق 15 أغسطس 2011
هجمات العراق 15 أغسطس 2011 هي سلسلة من الحوادث الإرهابية التي وقعت في مختلف أنحاء العراق.

## أحداث الهجمات
بدأت الهجمات في مدينة الكوت، إذ انفجرت قنبلة على جانب الطريق وسيارة مفخخة وسط المدينة، مما أسفر عن مقتل ما لا يقل عن 37 شخصًا وإصابة 68 آخرين. كما أدت سلسلة من التفجيرات وإطلاق النار في العاصمة بغداد إلى مقتل شخصين وإصابة 27 آخرين.
وقُتل ثمانية أشخاص وأصيب 14 آخرون في تفجير انتحاري بسيارة مفخخة في مدينة خان بني سعد في ديالى. وفي النجف، انفجرت سيارتان مفخختان مما أسفر عن مقتل 6 أشخاص وإصابة 79 آخرين. تلا ذلك انفجار آخر بالقرب من كربلاء أدى إلى مقتل 4 أشخاص وإصابة 41 آخرين. كما تسببت هجمات أخرى متعددة في وسط وشمال العراق، بما في ذلك تفجير انتحاري مزدوج في تكريت، في مقتل 7 أشخاص وإصابة ما لا يقل عن 58 آخرين.